# 715
715 (DCCXV) fue un año común comenzado en martes del calendario juliano, en vigor en aquella fecha.

## Acontecimientos
- En Roma (Italia), Gregorio II sucede a Constantino I como papa.

## Nacimientos
- Esteban II, papa de la Iglesia católica.
- Pipino el Breve, rey de los francos (m. 768).
- Fujiwara no Matate

## Fallecimientos
- 9 de abril: Constantino I, papa de la Iglesia católica.
- Dagoberto III, rey de los francos.
- Walid I, califa omeya. (n. 668)
- Frutos, santo y eremita hispano. (n. 642)
- Ibn Misjaḥ, músico árabe.
- Juan VI, patriarca de Constantinopla.
- Milburga, santa y abadesa benedictina de la abadía de Wenlock.
- Mohamed ben Qasim al-Taqafi, general árabe (n. 695).
- Murchad Midi, rey de Uisnech.
- Said ibn al Musayab, una de las principales autoridades en jurisprudencia (fiqh) entre los Taba'een (generación que sucedió a la Sahaba). (n. 642)